# Dãy núi Bắc Hà – Hàm Yên
Dãy núi Bắc Hà - Hàm Yên là một dãy núi vòng cung ở phía tây vùng Đông Bắc, Việt Nam. Dãy núi chạy theo hướng tây bắc - đông nam từ Bắc Hà (Lào Cai) qua Bảo Yên (Lào Cai), Lục Yên (Yên Bái) đến Hàm Yên (Tuyên Quang), chia cắt thung lũng sông Chảy với thung lũng sông Lô. Dãy núi cao trung bình 1000-1200m, thấp dần về hướng đông nam. Đường đỉnh núi dạng rặng cưa. Sườn núi lõm, độ dốc trên 250.